# Acronicta insita
Acronicta insita là một loài bướm đêm trong họ Noctuidae.